# Renealmia aromatica
Renealmia aromatica är en enhjärtbladig växtart som först beskrevs av Jean Baptiste Christophe Fusée Aublet, och fick sitt nu gällande namn av August Heinrich Rudolf Grisebach. Renealmia aromatica ingår i släktet Renealmia och familjen Zingiberaceae. Inga underarter finns listade i Catalogue of Life.